# أمطالسة
جماعة أمطالسة (سابقا: جماعة الدريوش) هي جماعة قروية تابعة لقبيلة مطالسة بإقليم الدريوش وتتموقع في وسط هذا الإقليم في شمال المغرب. تحيط ببلدية الدريوش من كل جهة، وتحد شمالا بجماعة بني سيدال لوطا التابعة لقبيلة قلعية وبجماعة آيت مايت التابعة لقبيلة آيت سعيد وبجماعتي وردانة وبن الطيب التابعتين لقبيلة آيت أوليشك، أما من ناحية الغرب فتحد بالجماعات التالية: جماعة ميضار وجماعة أزلاف وكلاهما تابعتين لقبيلة آيت توزين وأيضا بجماعة سيدي علي بورقبة التابعة لقبيلة اكزناية في إقليم تازة، ومن الجنوب بجماعة عين الزهرة ومن الشرق بجماعة أولاد بوبكر وكلا الجماعتين الأخيرتين تابعتين مثلها لنفس القبيلة وأيضا من الشرق تحد بجماعة تيزضوضين التابعة لقبيلة آيت بويحيي. يبلغ عدد سكان الجماعة حوالي 28545 نسمة حسب إحصاء سنة 2004. منهم 18164 في الوسط القروي و10381 في مركز الدريوش.

## التقسيم الإداري
من بين القرى والدواوير المكونة لجماعة الدريوش نجد:
بني وكيل، بين الويدان، بوفرقوش، شفافرا، شفافرا حداشات، الحمام، إعدوثن، إحسنيون إباعوشن، أولاد على بنحمو، أولاد محند علال، أولاد محند التحتاني، أولاد موسى، أولاد رحو، سيدي بنعيسى
الموقع الرسمي لجماعة الدريوش هوwww.driouchrif.com